# Alwin Domsch

Alwin Domsch, etwa 1920

Alwin Domsch (* 20. November 1871 in Großhennersdorf, Königreich Sachsen; † 29. März 1954 ebenda) war ein deutscher Gutsbesitzer und als Politiker Mitglied des Reichstags (DNVP, CNBL).

## Leben und Beruf
Nach dem Besuch der Volksschule in Großhennersdorf ging Domsch für drei Semester auf die landwirtschaftliche Schule in Bautzen und war anschließend als Gutsbesitzer in Großhennersdorf tätig. Er war Gemeindevorstand und gehörte verschiedenen Vorständen und Aufsichtsräten landwirtschaftlicher Genossenschaften an. Von 1914 bis 1916 nahm er als Soldat am Ersten Weltkrieg teil.

## Abgeordneter
Domsch war während der Zeit der Weimarer Republik zunächst Mitglied der DNVP und seit Juni 1920 (1. Wahlperiode) Mitglied des Reichstags. Als direkt nach der Auflösung des Reichstags im Juli 1930 (4. Wahlperiode) auch die deutschnationale Fraktion zerfiel, gehörte Domsch zur Gruppe der Abgeordneten, die sich vom antidemokratischen Parteivorsitzenden Alfred Hugenberg abwandten. Als Vertreter des Sächsischen Landvolks (SLV) waren die bisherigen Reichstagsabgeordneten Alwin Domsch (Wahlkreis Dresden-Bautzen) und Albrecht Philipp (Wahlkreis Leipzig) bemüht, Listenplätze auf dem gemeinsamen Wahlvorschlag von SLV und der CNBL zu erhalten. Während Domsch erfolgreich war, konnte sich Philipp nicht gegen Karl Heinrich Sieber durchsetzen. Bei der Reichstagswahl im September 1930 (5. Wahlperiode) konnte Domsch als CNBL-Abgeordneter noch einmal in den Reichstag einziehen, war durch den Niedergang der Partei bei der Reichstagswahl im Juli 1932 jedoch chancenlos.

## Veröffentlichungen
(mit Albrecht Philipp): Sächsische Landwirtschaft und Reichstagswahl 1924. Ein Rückblick und Ausblick. (= Schriften der Deutschnationalen Volkspartei Sachsen H. 6). Dresden 1924.